# San Nicolás de los Arroyos
San Nicolás de los Arroyos é uma cidade da Argentina, localizada na província de Buenos Aires. Sua população é de 145.857 habitantes (2010).